# إنجي أرال
تعد  إنجي أرال قاصة وروائية تركية. ولدت إنجي أرال في عام 1944 في مدينة دنيزلي. وتخرجت من قسم الرسم بمعهد غازي للتربية والتعليم بأنقرة. نشرت إنجي أرال ست كتب قصة وست روايات. كما أنها حازت في عام 1992 على جائزة يونس نادي عن رواية «الطيور الميتة». وحازت إنجي أرال أيضاً على «منحة رواية أورهان كمال» عن رواية «الأرجواني» حيث أنها نُشرت في عام 2002. أصدرت إنجي أرال ثلاثية بعنوان «الفترات الجديدة الكاذبة» وبها ثلاثة روايات وهم كالتالي: «رواية الفترات الجديدة الكاذبة» حيث أنها نُشرت في عام 1994 ، و «رواية الأرجواني» حيث أنها نٌشرت في عام 2002 ، و «رواية الزعفران الأصفر» والذي نُشرت في عام 2007.

## أعمالها

### القصة
- وقت الشمع (1980)
- صور كيران (1983)
- الأرق (1984)
- شتاء الحب الفريد من نوعه (1986)
- الأربعين درجة في الظل (2003)
- العواطف تأتي بمرور الوقت (2003)
- إنسوا تقبيل روحي (2006)
- النسيان (2008)

### الرواية
- الطيور الميتة (1992) – جائزة يونس نادي
- الفترات الجديدة الكاذبة (1994)
- إما الحب إما الموت (1997)
- تهاجر الطيور بداخلي (1998)
- الأرجواني (2002) – منحة رواية أورهان كمال
- الحجر والتين (2005)
- الزعفران الأصفر (2007)
- حينما تغني (2011)
- النسيان (2009)